# Първенецка река
Първенецка (Тъмръшка) река е река в Южна България – Област Пловдив, общини Родопи и Пловдив, десен приток на река Марица. Дължината ѝ е 37 km.
Първенецка река извира на 1816 м н.в., на 500 м западно от връх Модър (1992 m) в рида Чернатица на Западните Родопи под името Рибеново дере. Тече в посока север-североизток в дълбока, гъсто залесена долина. След ДГС „Тъмръш“ (на мястото на заличеното село Тъмръш) се нарича Тъмръшка река. След устието на най-големия си приток Лилковска (Дормушевска) река навлиза в много дълбок и красив каньон. Преди село Храбрино излиза от каньона, а при село Първенец навлиза в Горнотракийската низина, където коритото ѝ коригирано с водозащитни диги. Влива се отдясно в река Марица на 164 m н.в., в западната част на Пловдив.
Площта на водосборния басейн на реката е 217 km2, което представлява 0,4% от водосборния басейн на Марица, а границите на басейна ѝ са следните:
- на изток и югоизток – с водосборния басейн на Чепеларска река, десен приток на Марица;
- на югозапад и запад – с водосборния басейн на река Въча, десен приток на Марица;

Основни притоци: → ляв приток, ← десен приток
- ← Ходжово дере
- → Чуренска река
- ← Лилковска (Дормушевска) река (най-голям приток)
- ← Ковачева река
- ← Каличин дол
- ← Бърдашка река
- → Божво дере

Реката е с дъждовно-снежно подхранване, като максимумът е в периода април-май, а минимумът – август-септември. Среден годишен отток при село Храбрино – 1,62 m3/s.
По течението на реката са разположени 3 населени места, в т.ч. 1 град и 2 села:
- Община Родопи – Храбрино, Първенец;
- Община Пловдив – Пловдив;

В Горнотракийската низина водите ѝ се използват за напояване и отчасти за промишлено водоснабдяване.
По долината на реката преминава участък от 10,9 km (от Първенец до разклона за Бойково) от третокласен път № 862 от Държавната пътна мрежа Пловдив – Лилково:

## Топографска карта
- Лист от карта K-35-62. Мащаб: 1 : 100 000.
- Лист от карта K-35-74. Мащаб: 1 : 100 000.